# Martin County, Florida
Martin County är ett administrativt område i delstaten Florida, USA, med 146 318 invånare. Den administrativa huvudorten (county seat) är Stuart. Countyt grundades 1925 och har fått sitt namn efter John W. Martin.

## Geografi
Enligt United States Census Bureau så har countyt en total area på 1 950 km². 1 439 km² av den arean är land och 511 km² är vatten.

### Angränsande countyn
- St. Lucie County, Florida - nord
- Palm Beach County, Florida - syd
- Hendry County, Florida - sydväst
- Glades County, Florida - sydväst
- Okeechobee County, Florida - nordväst